# Johan Larsson (football)
Pour les articles homonymes, voir Johan Larsson et Larsson.
Johan Larsson est un footballeur international suédois, né le 5 mai 1990. Il évolue au poste d'arrière latéral droit à l'IF Elfsborg.

## Biographie

### En club
Le 22 mai 2010, il se met en évidence en étant l'auteur d'un doublé dans le championnat de Suède, lors de la réception de l'Halmstads BK (victoire 6-0).
Avec le club de l'IF Elfsborg, il participe à la phase de groupe de la Ligue Europa lors de la saison 2013-2014 (six matchs joués).
Le 18 octobre 2014, il s'ilustre en marquant un nouveau doublé dans le championnat de Suède, sur la pelouse du Malmö FF (victoire 1-2). Il inscrit un total de huit buts en championnat cette saison là, ce qui constitue la meilleure performance de sa carrière.
Le 23 décembre 2018, Johan s'engage pour deux ans et demi avec l'En Avant de Guingamp, alors dernier de Ligue 1. Arrivant en fin de contrat au 1er janvier 2019 avec le club suédois de Brøndby IF, dont il était le capitaine, il s'agit d'un transfert libre. Il fait ses débuts sous ses nouvelles couleurs le 5 janvier 2019, par une titularisation lors de la rencontre des 32e de finale de Coupe de France contre le Stade pontivyen, club de National 3.

### En équipe nationale
Il joue son premier match en équipe de Suède le 17 janvier 2014, en amical contre la Moldavie (victoire 1-2 à Abou Dabi).
Le 11 janvier 2018, il délivre sa première passe décisive avec la Suède, lors d'une rencontre amicale face au Danemark (victoire 1-0).

## Palmarès
- Champion de Suède en 2012 et en en 2020 avec l'IF Elfsborg
- Vice-champion du Danemark en 2017 et 2018 avec le Brøndby IF
- Vainqueur de la Coupe de Suède en 2014 avec l'IF Elfsborg
- Vainqueur de la Coupe du Danemark en 2018 avec le Brøndby IF
- Finaliste de la Coupe du Danemark en 2017 avec le Brøndby IF
- Finaliste de la Supercoupe de Suède en 2014 avec l'IF Elfsborg

## Statistiques
| Saison                | Club                  | Championnat           | Championnat | Championnat | Coupe nationale | Coupe nationale | Coupe de la Ligue | Coupe de la Ligue | Compétition(s) continentale(s) | Compétition(s) continentale(s) | Compétition(s) continentale(s) | Suède | Suède | Total | Total |
| Saison                | Club                  | Division              | M.          | B.          | M.              | B.              | M.                | B.                | Comp.                          | M.                             | B.                             | M.    | B.    | M.    | B.    |
| 2010                  | IF Elfsborg           | Allsvenskan           | 29          | 6           | 2               | 0               | -                 | -                 | C3                             | 5                              | 0                              | -     | -     | 36    | 6     |
| 2011                  | IF Elfsborg           | Allsvenskan           | 30          | 4           | 2               | 1               | -                 | -                 | C3                             | 6                              | 1                              | -     | -     | 38    | 6     |
| 2012                  | IF Elfsborg           | Allsvenskan           | 30          | 3           | 4               | 2               | -                 | -                 | C3                             | 5                              | 1                              | -     | -     | 39    | 6     |
| 2013                  | IF Elfsborg           | Allsvenskan           | 30          | 5           | 6               | 1               | -                 | -                 | C3                             | 11                             | 1                              | -     | -     | 47    | 7     |
| 2014                  | IF Elfsborg           | Allsvenskan           | 30          | 8           | 0               | 0               | -                 | -                 | C3                             | 6                              | 0                              | 2     | 0     | 38    | 8     |
| Sous-total            | Sous-total            | Sous-total            | 149         | 26          | 14              | 4               | -                 | -                 | -                              | 33                             | 3                              | 2     | 0     | 198   | 33    |
| 2014-2015             | Brøndby IF            | Superligaen           | 16          | 3           | 1               | 0               | -                 | -                 | -                              | -                              | -                              | 1     | 0     | 18    | 3     |
| 2015-2016             | Brøndby IF            | Superligaen           | 32          | 3           | 3               | 0               | -                 | -                 | C3                             | 8                              | 1                              | -     | -     | 43    | 4     |
| 2016-2017             | Brøndby IF            | Superligaen           | 35          | 2           | 4               | 0               | -                 | -                 | C3                             | 8                              | -                              | -     | -     | 47    | 2     |
| 2017-2018             | Brøndby IF            | Superligaen           | 35          | 3           | 3               | 0               | -                 | -                 | C3                             | 4                              | -                              | 3     | -     | 45    | 3     |
| 2018                  | Brøndby IF            | Superligaen           | 19          | 2           | 0               | 0               | -                 | -                 | C3                             | 4                              | 1                              | -     | -     | 23    | 3     |
| Sous-total            | Sous-total            | Sous-total            | 137         | 13          | 11              | 0               | -                 | -                 | -                              | 24                             | 2                              | 4     | 0     | 176   | 15    |
| 2019                  | EA Guingamp           | Ligue 1               | 1           | 0           | 3               | 0               | -                 | -                 | -                              | -                              | -                              | -     | -     | 4     | 0     |
| Sous-total            | Sous-total            | Sous-total            | 1           | 0           | 3               | 0               | -                 | -                 | -                              | -                              | -                              | -     | -     | 4     | 0     |
| Total sur la carrière | Total sur la carrière | Total sur la carrière | 287         | 39          | 28              | 4               | -                 | -                 | -                              | 57                             | 5                              | 6     | 0     | 378   | 48    |

### Liste des matches internationaux
| Matches internationaux de Johan Larsson | Matches internationaux de Johan Larsson | Matches internationaux de Johan Larsson            | Matches internationaux de Johan Larsson | Matches internationaux de Johan Larsson | Matches internationaux de Johan Larsson | Matches internationaux de Johan Larsson                          |
|                                         | Date                                    | Lieu                                               | Adversaire                              | Résultat                                | Compétition                             | Notes                                                            |
| --------------------------------------- | --------------------------------------- | -------------------------------------------------- | --------------------------------------- | --------------------------------------- | --------------------------------------- | ---------------------------------------------------------------- |
| 1.                                      | 17 janvier 2014                         | Stade Cheikh Zayed, Abou Dabi, Émirats arabes unis | Moldavie                                | 1 - 2                                   | Match amical                            | Titulaire.                                                       |
| 2.                                      | 15 janvier 2015                         | Stade Cheikh Zayed, Abou Dabi, Émirats arabes unis | Côte d'Ivoire                           | 0 - 2                                   | Match amical                            | Entre en jeu à la place de Emil Krafth à la 56e minute de jeu.   |
| 3.                                      | 19 janvier 2015                         | Stade Cheikh Zayed, Abou Dabi, Émirats arabes unis | Finlande                                | 0 - 1                                   | Match amical                            | Titulaire.                                                       |
| 4.                                      | 11 janvier 2018                         | Stade Cheikh Zayed, Abou Dabi, Émirats arabes unis | Danemark                                | 0 - 1                                   | Match amical                            | Titulaire et capitaine.                                          |
| 5.                                      | 24 mars 2018                            | Friends Arena, Solna, Suède                        | Chili                                   | 1 - 2                                   | Match amical                            | Entre en jeu à la place de Mikael Lustig à la 81e minute de jeu. |
| 6.                                      | 27 mars 2018                            | Stade Ion-Oblemenco, Craiova, Roumanie             | Roumanie                                | 1 - 0                                   | Match amical                            | Titulaire.                                                       |